# Vetenskapsåret 1811

## Händelser
- Mary Anning upptäcker fossil av Ichthyosaurus (fisködla) vid Lyme Regis.
- Amedeo Avogadro menar att det kan finnas ett samband mellan volymen hos en gas och antalet molekyler.

### Matematik
- Okänt datum -  Carl Friedrich Gauss arbetar med funktioner på komplexa tal.[1]

### Medicin
- Okänt datum -  Charles Bell publicerar An Idea of a New Anatomy of the Brain,[2].

## Pristagare
- Copleymedaljen: Benjamin Brodie, brittisk fysiolog och kirurg

## Födda
- 11 mars - Urbain Le Verrier (död 1877), fransk astronom.
- 30 mars - Robert Bunsen (död 1899), tysk kemist.
- 25 oktober - Évariste Galois (död 1832), fransk matematiker.

## Avlidna
- 9 februari - Nevil Maskelyne (född 1732), engelsk astronom.
- 31 augusti - Louis Antoine de Bougainville (född 1729), fransk upptäcktsresande.
- 8 september - Peter Simon Pallas (född 1741), tysk-rysk biolog.

### Fotnoter
1. ↑  Crilly, Tony (2007). 50 Mathematical Ideas you really need to know. London: Quercus. sid. 33. ISBN 978-1-84724-008-8
2. ↑  Repr. of An Idea of a New Anatomy of the Brain